# Губник (село)
Гу́бник — село в Україні, у Гайсинській міській громаді Гайсинського району Вінницької області. Розташоване на лівому березі річки Південний Буг за 27 км на південь від міста Гайсин та за 3 км від станції Губник. Населення становить 1 451 особа (станом на 1 січня 2015 р.).

## Археологічні пам'ятки
У селі виявлено поселення трипільської культури. Пам'ятка розташована поблизу села.

## Історія
7 (20) листопада 1917 року, відповідно до Третього Універсалу Української Центральної Ради, увійшло до складу Української Народної Республіки.
12 червня 2020 року, відповідно до розпорядження Кабінету Міністрів України № 707-р «Про визначення адміністративних центрів та затвердження територій територіальних громад Вінницької області», село увійшло до складу Гайсинської міської територіальної громади.
19 липня 2020 року, в результаті адміністративно-територіальної реформи та ліквідації Гайсинського району (1923—2020), село увійшло до складу новоутвореного Гайсинського району.

## Відомі люди
- Бахтинський Михайло Йосипович — український поет, журналіст.
- Алєксандер Єловіцький (1804 — 1877) — польський громадський і релігійний діяч, літератор.
- Кузьменко Василь Денисович (1897—1937) — радянський державний, партійний і профспілковий діяч, нарком лісової промисловості УРСР, член ВУЦВК.
- Кучерявий Микола Леонідович — український діяч, поет, директор гурту KALUSH та Kalush Orchestra (переможці пісенного конкурсу Євробачення 2022), із 2023р директор у виконавця Skofka та Kozak Siromaha.

## Мережні ресурси
- Hubnik // Słownik geograficzny Królestwa Polskiego. — Warszawa : Druk «Wieku», 1882. — Т. III. — S. 200. (пол.)